# KASUMI
KASUMI (з японської 霞 (хірагана かすみ, romaji kasumi), що означає "туман") - блочний шифр, що використовується в мережах стільникового зв'язку 3GPP. Також позначається A5/3 при використанні в GSM і GEA3 в GPRS. 
KASUMI розроблений групою SAGE (Security Algorithms Group of Experts), яка є частиною Європейського Інституту по Стандартизації в області Телекомунікацій (ETSI). За основу був узятий існуючий алгоритм MISTY1 і оптимізований для використання в стільниковому зв'язку.

## Опис
KASUMI використовує 64-бітний розмір блоку і 128-бітний ключ у 8-раундовій схемі Фейстеля. У кожному раунді використовується 128-бітний раундовий ключ, що складається з восьми 16-бітових підключів, отриманих з вихідного ключа фіксованою процедурою генерації підключів.

## Схема шифрування

### Основний алгоритм
KASUMI розкладається в набір функцій (FL, FO, FI), які використовуються разом з пов'язаними з ними ключами (KL, KO, KI)
Вхідний блок даних I поділяється на дві рівні частини: 
{\displaystyle ~I=L_{0}||R_{0}}
Потім для кожного {\displaystyle ~1\leq i\leq 8}: 
{\displaystyle ~R_{i}=L_{i-1}}
{\displaystyle ~L_{i}=R_{i-1}\oplus f_{i}(L_{i-1},RK_{i})}
де {\displaystyle ~f_{i}} - раундова функція. 
{\displaystyle ~RK_{i}} - раундовий 128-бітний ключ 
{\displaystyle ~RK_{i}=KL_{i}||KO_{i}||KI_{i}}
На виході {\displaystyle ~(L_{8}||R_{8})}

### Функція раунду
Обчислюється таким чином: 
Для раундів 1,3,5,7: 
{\displaystyle ~F_{i}(I,RK_{i})=FO(FL(I,KL_{i}),KO_{i},KI_{i})}
Для раундів 2,4,6,8: 
{\displaystyle ~F_{i}(I,RK_{i})=FL(FO(I,KO_{i},KI_{i}),KL_{i})}

#### Функція FL
На вхід функції подається 32-бітний блок даних I і 32-бітний ключ 'KL  i ', який поділяється на два 16-бітових підключа: 
{\displaystyle ~KL_{i}=KL_{i,1}||KL_{i,2}}.
Вхідна рядок I поділяється на дві частини по 16 біт: 
{\displaystyle ~I=L||R}.
Визначимо: 
{\displaystyle ~R'=R\oplus ROL(L\cap KL_{i,1})}
{\displaystyle ~L'=L\oplus ROL(R'\vee KL_{i,2})}
Де {\displaystyle ~ROL(x)} - циклічний зсув вліво на 1 біт. 
На виході {\displaystyle ~(L'||R')}. 

#### Функція FO
На вхід функції подається 32-бітний блок даних і два ключі по 48 біт: {\displaystyle ~KO_{i},KI_{i}}. 
Вхідний рядок I розділяється на дві частини по 16 біт: {\displaystyle ~I=L_{0}||R_{0}}. 
48-бітові ключі поділяються на три частини кожен: 
{\displaystyle ~KO_{i}=KO_{i,1}||KO_{i,2}||KO_{i,3}} і {\displaystyle ~KI_{i}=KI_{i,1}||KI_{i,2}||KI_{i,3}}.
Потім для {\displaystyle ~1<j\leq 3} визначимо: 
{\displaystyle ~R_{j}=FI(L_{j-1}\oplus KO_{i,j},KI_{i,j})\oplus R_{j-1}}
{\displaystyle ~L_{j}=R_{j-1}}
На виході {\displaystyle ~(L_{3}||R_{3})}. 

#### Функція FI
На вхід функції подається 16-бітний блок даних 'I і 16-бітний ключ 'KI  i, j . 
Вхід I поділяється на дві нерівні складові: 
9-бітну ліву частину L  0  і 7-бітну праву R  0 : 
{\displaystyle ~I=L_{0}||R_{0}}.
Точно так же ключ KI  i, j,  поділяється на 7-бітну компоненту KI  i, j, 1  і 9 - бітну компоненту KI  i, j, 2 : 
{\displaystyle ~KI_{i,j}=KI_{i,j,1}||KI_{i,j,2}}.
Функція використовує два S-блоку: S7 який відображає 7-бітний вхід в 7-бітний вихід, і S9 який відображає 9-бітний вхід в 9-бітний вихід. 
Також використовуються ще дві функції: 
{\displaystyle ~ZE(x)} Перетворює 7-бітове значення x в 9-бітове значення додаванням двох нулів в старші біти.
{\displaystyle ~TR(x)} Перетворює 9-бітове значення x в 7-бітове викреслюванням з нього двох старших бітів.
Функція реалізується наступним набором операцій: 
{\displaystyle ~L_{1}=R_{0}~~~~~~~~~~~~~~~~~~~~~~~~~R_{1}=S9[L_{0}]\oplus ZE(R_{0})}
{\displaystyle ~L_{2}=R_{1}\oplus KI_{i,j,2}~~~~~~~~~~~~~R_{2}=S7[L_{1}]\oplus TR(R_{1})\oplus KI_{i,j,1}}
{\displaystyle ~L_{3}=R_{2}~~~~~~~~~~~~~~~~~~~~~~~~~R_{3}=S9[L_{2}]\oplus ZE(R_{2})}
{\displaystyle ~L_{4}=S7[L_{3}]\oplus TR(R_{3})~~~~~~R_{4}=R_{3}}
Функція повертає значення {\displaystyle ~(L_{4}||R_{4})}.

#### Отримання раундових ключів
Кожен раунд KASUMI отримує ключі із загального ключа K наступним чином: 
- 128-бітний ключ K поділяється на 8:

{\displaystyle ~K=K_{1}||K_{2}||K_{3}||\dots ||K_{8}}
- Обчислюється другий масив 'K  j ':

{\displaystyle ~K_{j'}=K_{j}\oplus C_{j}}
де 'C  j ' визначаються за таблицею: 
| C1 | 0x0123 |
| С2 | 0x4567 |
| С3 | 0x89AB |
| С4 | 0xCDEF |
| С5 | 0xFEDC |
| С6 | 0xBA98 |
| С7 | 0x7654 |
| С8 | 0x3210 |
- Ключі для кожного раунду обчислюються за наступною таблицею:

| Ключ                      | 1       | 2       | 3       | 4       | 5       | 6       | 7       | 8       |
| ------------------------- | ------- | ------- | ------- | ------- | ------- | ------- | ------- | ------- |
| {\displaystyle ~KL_{i,1}} | K1<<<1  | K2<<<1  | K3<<<1  | K4<<<1  | K5<<<1  | K6<<<1  | K7<<<1  | K8<<<1  |
| {\displaystyle ~KL_{i,2}} | K3'     | K4'     | K5'     | K6'     | K7'     | K8'     | K1'     | K2'     |
| {\displaystyle ~KO_{i,1}} | K2<<<5  | K3<<<5  | K4<<<5  | K5<<<5  | K6<<<5  | K7<<<5  | K8<<<5  | K1<<<5  |
| {\displaystyle ~KO_{i,2}} | K6<<<8  | K7<<<8  | K8<<<8  | K1<<<8  | K2<<<8  | K3<<<8  | K4<<<8  | K5<<<8  |
| {\displaystyle ~KO_{i,3}} | K7<<<13 | K8<<<13 | K1<<<13 | K2<<<13 | K3<<<13 | K4<<<13 | K5<<<13 | K6<<<13 |
| {\displaystyle ~KI_{i,1}} | K5'     | K6'     | K7'     | K8'     | K1'     | K2'     | K3'     | K4'     |
| {\displaystyle ~KI_{i,2}} | K4'     | K5'     | K6'     | K7'     | K8'     | K1'     | K2'     | K3'     |
| {\displaystyle ~KI_{i,3}} | K8'     | K1'     | K2'     | K3'     | K4'     | K5'     | K6'     | K7'     |
де   X <<< n   - циклічний зсув на n біт вліво.

## Криптоаналіз
У 2001 році була представлена атака методом неможливих диференціалів. Автор - Ульріх Кен (2001).
У 2003 році Елад Баркан, Елі Біхамом і Натан Келлер продемонстрували атаку з посередником на протокол GSM, що дозволяє обійти шифр A5/3 і таким чином зламати протокол. Однак, цей підхід не зламує шифр A5/3 безпосередньо.  Повна версія була опублікована пізніше, в 2006. 
У 2005 році Елі Біхамом, Орр Дункельман і Натан Келлер опублікували атаку на KASUMI методом бумеранга, яка зламує шифр швидше, ніж повний перебір.
Для атаки потрібно {\displaystyle 2^{54.6}} обраних відкритих текстів, кожен з яких був зашифрований одним з 4 пов'язаних ключів, і має складність за часом, еквівалентну {\displaystyle 2^{76.1}} шифрування KASUMI. Ця атака показує небезпечність шифрування KASUMI в 3G мережах.